# Associazione Calcio Como 1947-1948
Questa voce raccoglie le informazioni riguardanti  l'Associazione Calcio Como nelle competizioni ufficiali della stagione 1947-1948.

## Rosa
| N. |                     | Ruolo | Calciatore        |
| -- | ------------------- | ----- | ----------------- |
|    | Italia (bandiera)   | D     | Cesare Benedetti  |
|    | Italia (bandiera)   | D     | Luigi Bosco       |
|    | Italia (bandiera)   | C     | Manlio Cipolla    |
|    | Italia (bandiera)   | P     | Ermes Dal Pozzo   |
|    | Italia (bandiera)   | A     | Carlo Dossi       |
|    | Ungheria (bandiera) | A     | Árpád Fekete      |
|    | Italia (bandiera)   | A     | Alceo Lipizer     |
|    | Italia (bandiera)   | A     | Carlo Maesani     |
|    | Italia (bandiera)   | C     | Flavio Magnabosco |
|    | Italia (bandiera)   | C     | Piero Maronati    |

| N. |                   | Ruolo | Calciatore             |
| -- | ----------------- | ----- | ---------------------- |
|    | Italia (bandiera) | A     | Arturo Mazzetto        |
|    | Italia (bandiera) | A     | Luigi Melli            |
|    | Italia (bandiera) | A     | Lino Morbioli          |
|    | Italia (bandiera) | C     | Aristide Noseda        |
|    | Italia (bandiera) | A     | Umberto Renica         |
|    | Italia (bandiera) | D     | Mario Ruaro            |
|    | Italia (bandiera) | D     | Alfredo Travia         |
|    | Italia (bandiera) | C     | Riccardo Alberto Villa |
|    | Italia (bandiera) | P     | Giovanni Viola         |

## Statistiche

### Statistiche di squadra
| Competizione | Punti | In casa | In casa | In casa | In casa | In casa | In casa | In trasferta | In trasferta | In trasferta | In trasferta | In trasferta | In trasferta | Totale | Totale | Totale | Totale | Totale | Totale | DR  |
| Competizione | Punti | G       | V       | N       | P       | Gf      | Gs      | G            | V            | N            | P            | Gf           | Gs           | G      | V      | N      | P      | Gf     | Gs     | DR  |
| ------------ | ----- | ------- | ------- | ------- | ------- | ------- | ------- | ------------ | ------------ | ------------ | ------------ | ------------ | ------------ | ------ | ------ | ------ | ------ | ------ | ------ | --- |
| Serie B      | 41    | 17      | 13      | 4       | 0       | 33      | 10      | 17           | 1            | 9            | 7            | 16           | 26           | 34     | 14     | 13     | 7      | 49     | 36     | +13 |

### Statistiche dei giocatori
| Giocatore     | Serie B  | Serie B |
| Giocatore     | Presenze | Reti    |
| ------------- | -------- | ------- |
| C. Benedetti  | 28       | 10      |
| L. Bosco      | 26       | 0       |
| M. Cipolla    | 22       | 3       |
| E. Dal Pozzo  | 1        | -?      |
| C. Dossi      | 10       | 2       |
| A. Fekete     | 21       | 7       |
| A. Lipizer    | 14       | 4       |
| C. Maesani    | 27       | 12      |
| F. Magnabosco | 11       | 0       |
| P. Maronati   | 33       | 0       |
| A. Mazzetto   | 2        | 0       |
| L. Melli      | 13       | 1       |
| L. Morbioli   | 15       | 1       |
| A. Noseda     | 33       | 0       |
| U. Renica     | 24       | 4       |
| M. Ruaro      | 2        | 0       |
| A. Travia     | 32       | 1       |
| R. Villa      | 27       | 2       |
| G. Viola      | 33       | -?      |